# Run to You (bài hát của Whitney Houston)
"Run to You" là một bài hát của ca sĩ người Mỹ Whitney Houston nằm trong album nhạc phim The Bodyguard. Nó được phát hành như là đĩa đơn thứ 4 trích từ album vào ngày 21 tháng 3 năm 1993 bởi Arista Records. Bài hát được viết bởi Jud Friedman và Allan Rich, với ý định là một bài hát chia tay, và nó đã được chấp thuận bởi nhà sản xuất và Houston. Tuy nhiên, một tháng sau đó, đạo diễn của phim là Mick Jackson rất thích bài hát này, nhưng ông muốn nó là một bài hát tình yêu vì vậy toàn bộ bài hát đã được viết lại, ngoại trừ tiêu đề.
Tất cả các đĩa đơn trước từ The Bodyguard đều đạt được thành công khi lọt vào top 5. Mặc dù vậy, "Run to You" chỉ là một hit tương đối thành công, đạt hạng 31 trên bảng xếp hạng Billboard Hot 100, và ở lại top 40 trong 10 tuần. Doanh số tiêu thụ của bài hát bị đình trệ, một phần là do sức tiêu thụ từ album gốc của nó (đang rất thành công lúc bấy giờ) mà người hâm mộ có thể sở hữu bài hát thông qua việc mua album. "Run to You" và bài hát trong cùng bộ phim "I Have Nothing" đã nhận được đề cử giải Oscar cho ca khúc trong phim hay nhất năm 1992. Video ca nhạc cho "Run to You" bao gồm những cảnh trích từ The Bodyguard xen kẽ với hình ảnh Houston trong hình tượng thiên thần chạy trên những đám mây.

## Danh sách bài hát
- Đĩa CD

1. "Run to You" – 4:22
2. "After We Make Love" – 5:07

- Đĩa CD maxi

1. "Run to You" – 4:22
2. "After We Make Love" – 5:07
3. "For the Love of You – 5:29

- Đĩa CD maxi tại Vương quốc Anh #2

1. "Run to You" – 4:22
2. "I Belong to You" – 5:31
3. "Greatest Love of All" – 5:29

## Xếp hạng
| Bảng xếp hạng (1993)                     | Vị trí cao nhất |
| ---------------------------------------- | --------------- |
| Belgium (VRT Top 30)                     | 19              |
| Canada (RPM)                             | 10              |
| Pháp (SNEP)                              | 47              |
| Đức (GfK)                                | 58              |
| Ireland (IRMA)                           | 9               |
| Hà Lan (Dutch Top 40)                    | 47              |
| Anh Quốc (OCC)                           | 15              |
| Hoa Kỳ Billboard Hot 100                 | 31              |
| Hoa Kỳ Hot R&B/Hip-Hop Songs (Billboard) | 31              |
| Hoa Kỳ Adult Contemporary (Billboard)    | 10              |
| Bảng xếp hạng (2012)                     | Vị trí cao nhất |
| South Korea International Singles (Gaon) | 38              |

### Xếp hạng cuối năm
| Bảng xếp hạng (1993)                      | Vị trí |
| ----------------------------------------- | ------ |
| US Adult Contemporary Singles (Billboard) | 39     |